# 게오사우루스

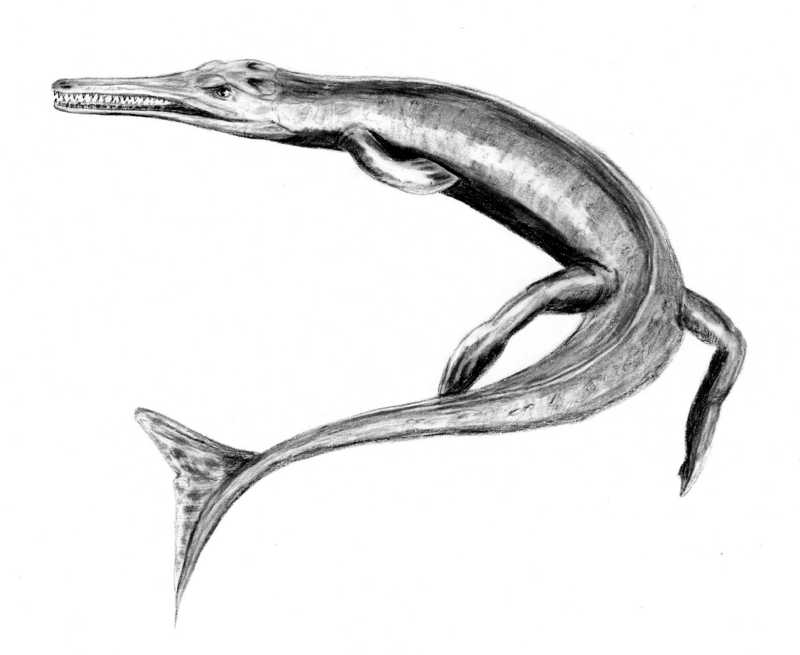

게오사우루스(학명:Geosaurus Giganteus)는 악어목 메트리오린쿠스과에 속하는 악어이다. 지금은 멸종된 악어로 몸길이는 3m가 되어 고대의 악어에서는 거대한 종 중에 하나이다.

## 특징
게오사우루스의 이름이 가진 뜻은 거대한 지구 도마뱀이란 뜻을 가지며 다코사우루스와 메트리오린쿠스와 함께 바다에서 주로 사는 악어의 종이었다. 게오사우루스의 경우도 다코사우루스와 함께 현생의 고래와 똑같이 바다에서 알을 낳았는지 아니면 거북과 같이 해변으로 올라와서 알을 낳았는지에 대해서는 불명이다. 게오사우루스는 상대적으로 짧은 두개골과 슬래시를 위해 설계된 구부러진 이빨을 가졌으며 이는 다코사우루스와 유사한 특징으로 먹이를 잡는 데에 매우 유용하게 사용되었다. 게오사우루스의 많은 초기 묘사는 고생물학자 중에 하나인 에버하르트 프라스에 의해 설명됐으며 거의 완전한 표본을 기반으로 설명되었다. 또한 개오사우루스는 제법 큰 두개골과는 달리 매우 다르며 작은 뾰족한 이빨로 채워진 특유의 길고 좁은 주총을 가지고 있었다. 먹이로는 당대에 서식했던 물고기, 오징어, 갑각류 등을 잡아먹었던 육식성의 악어로 추정이 된다.

## 생존시기와 서식지와 화석의 발견
게오사우루스가 생존했던 시기는 중생대의 쥐라기 후기와 백악기의 초기로 지금으로부터 1억 5700만년전~1억 3000만년전에 서식했던 악어이다. 생존했던 시기에는 북아메리카와 남아메리카를 아우르는 아메리카 대륙과 유럽의 사이에 있는 대서양에서 주로 서식했을 것으로 추정되는 종이다. 화석의 발견은 1824년에 프랑스의 고생물학자인 조르주 쿠비에르가 쥐라기 후기와 백악기 초기에 형성된 지층에서 최초로 발견하여 새로이 명명된 종이다.